# Parafia św. Andrzeja Boboli w Lidzbarku Warmińskim
Parafia Świętego Andrzeja Boboli w Lidzbarku Warmińskim – rzymskokatolicka parafia w Lidzbarku Warmińskim, należącym do archidiecezji warmińskiej i dekanatu Lidzbark Warmiński. Została utworzona 1 lipca 1992. Jest najmłodszą parafią w mieście.